# 담양 창평리 고분
담양 창평리 고분(潭陽 昌平里 古墳)은 대한민국 전라남도 담양군 창평면에 있는 백제의 고분이다. 2001년 9월 27일 전라남도의 문화재자료 제222호로 지정되었다.

## 개요
창평면은 담양군의 남동부에 위치하는데 증암천의 한 지류가 동쪽으로 올라오면서 형성된 분지성 지형을 이루고 있다. 창평면의 남반부는 해발 300∼450m의 산으로 둥글게 둘러싸고 있고 북반부는 해발 200m내외의 산지가 분포하고 있는데 증암천은 동쪽에 좁게 열린 협곡을 흘러 고서면으로 이어지고 있다. 창평면의 중심부에는 하천을 따라 비교적 젊은 충적지가 형성되어 있는데 고분은 하천에서 100m 정도 떨어진 창평고등학교 동쪽의 논에 있다.
고분 주변이 논으로 경작되고 있고 서쪽은 창평고등학교를 만들면서 삭토하였기 때문에 고분의 입지지형을 파악하기 어렵지만 주변 지형을 통해 어느정도 추정해 볼 수 있다. 오리촌은 주산(해발 224m)에서 흘러내린 야트막한 대지에 위치하고 있는데 야트막한 대지는 남서쪽에 위치한 보병 마을까지 이어지고 있다. 그런데 고분이 두 마을 사이의 논에 위치하므로 증암천을 따라 형성된 대지성 자연제방의 능선상에 축조되었던 것으로 추정된다.
마을 주민들이 '조산'이라고 부르는데 분정에 함몰구덩이가 있다. 서쪽은 농로가 나면서 분구의 끝자락이 깎여나갔고 동쪽은 농수로가 고분 끝자락을 따라 흘러가고 있다. 분구는 원형을 띠고 있는데 남쪽에 약간 돌출된 부분이 있지만 이것이 고분과 관련된 것인지 알 수 없다.
고분의 규모는 남북직경 15m, 동서직경 14m, 높이 3m 정도인데 분구의 서쪽이 파괴된 것을 감안하면 직경 15m 정도의 원분으로 추정된다. 이 고분에서 동쪽으로 100m 정도 떨어진 석재 공장 옆에 10m 정도의 분구가 또 하나 확인되는데 이것 역시 고분일 것으로 추정된다.

## 참고 자료
- 담양창평리고분 - 국가유산청 국가유산포털